# БАРТ
BART (на английски: Bay Area Rapid Transit – Бърз транспорт на Района на Залива) е метрото в района на залива на Сан Франциско, щата Калифорния, САЩ.
Дължината на линиите на BART е 167 km, като в централните части на Сан Франциско, Оукланд и Бъркли те са подземни, между Оукланд и Сан Франциско минават през 5,7 km тунел под Санфранциския залив, известен като „the Tube“ („Тръбата“), а в останалите части са наземни или понтонни. Системата на таксуване е сравнително по-скъпа от тези в Ню Йорк и Вашингтон и е базирана на пропътуваното разстояние и скоростта, плюс надбавки за преминаване през „Тръбата“, за пътуване от/до Международно летище Сан Франциско и др. Еднопосочните такси варират между $1,40 и $7,65, като има намаления за възрастните и инвалидите (65%) и учениците (50%). Седмични и месечни карти няма. От влизането на системата в действие на 11 септември 1972 г. автоматичното самотаксуване се извършва посредством билети (карти) с магнитни ленти. Тече процес на преминаване към безконтактна технология, която до края на 2007 г. трябва да улесни таксуването и прехвърлянето между всички транспортни системи в Залива, вкл. MUNI (общинския транспорт в Сан Франциско), AC Transit (автобусната мрежа на Бъркли и Оукланд), пътническите кораби и др.

## Линии
BART има 5 линии: жълта, оранжева, зелена, червена и синя. За разлика от други метросистеми обаче, това цветово обозначение не е известно и рядко се ползва. Вместо това всеки влак се обявява според своето направление. Въпреки това направлението е написано на съответния цвят на линията на всеки влак най-отпред.
- жълта линия: Питсбърг/Бей Пойнт – Дейли Сити.
- оранжева линия: Фримонт – Ричмънд.
- зелена линия: Фримонт – Дейли Сити.
- червена линия: Ричмънд – Дейли Сити.
- синя линия: Дъблин/Плезантън – Международно летище Сан Франциско/Милбрей.

## Галерия
- Метростанция „Дейли Сити“.
- Метростанция „Милбрей“.
- Перонът на метростанция „Международно летище Сан Франциско“.
- Типичен интериор на вагон на BART.
- Автомати за билети.
- Автобус AirBART, който прави връзката с Международно летище Оукланд.

### Друго метро
- Нюйоркско метро
- Софийско метро